# Tranbjerg Sogn
Tranbjerg Sogn er et sogn i Århus Søndre Provsti (Århus Stift).
I 1800-tallet var Tranbjerg Sogn anneks til Holme Sogn. Begge sogne hørte til Ning Herred i Aarhus Amt. Tranbjerg Sogn tilhørte Holme-Tranbjerg Kommune fra 1842 til 1970. Kommunen blev ved kommunalreformen i 1970 indlemmet i Aarhus Kommune.
I Tranbjerg Sogn ligger Tranbjerg Kirke.
I sognet findes følgende autoriserede stednavne:
- Bjøstrup (bebyggelse, ejerlav)
- Børup (bebyggelse, ejerlav)
- Gunnestrup (bebyggelse, ejerlav)
- Havebyen (station)
- Jegstrup (bebyggelse, ejerlav)
- Slet (bebyggelse, ejerlav)
- Sønderbro (bebyggelse)
- Tranbjerg (bebyggelse)
- Østerby (bebyggelse, ejerlav)